# Ū̂
Ū̂ (minuskule: ū̂) je speciální znak latinky, nazývá se U s vodorovnou čárkou (makronem) a stříškou. Používá se pouze v jazyce kaska, kterým mluví asi 15 lidí v západní Kanadě.
V Unicode mají písmena Ū̂ a ū̂ tyto kódy:
- Ū̂ <U+016A, U+0302> nebo <U+0055, U+0304, U+0302>
- ū̂ <U+016B, U+0302> nebo <U+0075, U+0304, U+0302>